# Társadalomtudományi Társaság
A Társadalomtudományi Társaság 1901. január 23-án jött lére, s 1919 elején szűnt meg Jászi Oszkár emigrációjával és a Huszadik Század című társadalomtudományi folyóirat megszűnésével egyidejűleg. Első elnöke Pulszky Ágost volt.

## A társaságról
A Huszadik Század c. társadalomtudományi folyóirat és a körülötte csoportosuló Társadalomtudományi Társaság tagjai sokat tettek előadásaikkal, publikációikkal a hazai tudományos és kulturális közgondolkodás korszerűsítéséért. A konzervatív nézetekkel szakmailag megalapozottan vitatkoztak. A feudális álláspontok polgári radikális meghaladásáért küzdöttek, nemcsak polgári liberális és polgári radikális gondolkodók, hanem szocialista szellemű gondolkodók is voltak közöttük (Szabó Ervin, Madzsar József), de a századelőn valamennyien megfértek egy táborban, egymással is vitatkozva természetesen. Közvetlen politikai céljaik nem voltak.
Pulszky Ágost kifejtette már az alakuláskor:
"...Semmi közvetlen politikai céllal nem bírunk, sőt minden ilyen közvetlen politikai célt, amelyet bárminő párt működésévei vagy bárminő kormányrendszerrel vagy akár bárminő társadalmi osztály érdekével azonosítani lehetne, magunktól egyenesen megtagadunk..."
Hamarosan megszervezték a fiatal társadalomtudósok számára a Galilei Kört, s innen lett utánpótlása a Társadalomtudományi Társaságnak és a folyóirat szerkesztőségének. Az első világháború és a forradalmak, az azok alatti és az azokat követő emigrációk miatt megszűnt a Társadalomtudományi Társaság.
1902-től nemcsak a Huszadik Században, hanem Társadalomtudományi Könyvtár című kiadványukban is közreadták írásaikat.

## A társaság ismertebb tagjai betűrendben

### A-L
- Apáthy István
- Braun Róbert szociológus (1879-1937)
- Csécsy Imre
- Dienes László (1889-1953)
- Farkas Geiza (1874-1942)
- Fogarasi Béla
- Giesswein Sándor (1856-1923)
- Huszti József
- Jászi Oszkár
- Kenéz Béla (1874–1946) statisztikus, közgazdász, az MTA tagja.
- Kőhalmi Béla (1884-1970)
- Leopold Lajos

### M-ZS
- Madzsar József (1876-1944)
- Matlekovits Sándor (1842-1925)
- Pikler Gyula
- Pulszky Ágost
- Rónai Zoltán
- Silbermann Jenő
- Somló Bódog
- Szabó Ervin
- Szende Pál (1879-1934)
- Vámbéry Rusztem